# Stefano Magnasco
Stefano Magnasco Galindo (Santiago, 28 september 1992) is een Chileens voetballer die als rechterverdediger speelt.

## Clubcarrière
Magnasco speelde in 2011 in het eerste elftal van Universidad Católica, waar hij ook in de jeugd actief was. In de zomer van 2012 werd hij voor drie seizoenen door FC Groningen vastgelegd. De transfersom bij de overgang bedroeg ongeveer een half miljoen euro. Na twee seizoenen keerde hij terug naar zijn oude club, Universidad Católica. In 2020 ging hij naar Deportes La Serena.

## Erelijst

### MetClub Deportivo Universidad Católica
| Nationaal                 |    |                           |
| Primera División de Chile | 4x | 2016–A, 2016–C,2018, 2019 |
| Winnaar Copa Chile        | 1x | 2011                      |
| Supercopa de Chile        | 2x | 2016, 2019                |

## Trivia
- Magnasco heeft naast een Chileens ook een Italiaans paspoort.